# 沙恩·瑞安
沙恩·瑞安（英語：Shane Ryan，1994年1月27日—）生于美国宾夕法尼亚州德雷克塞尔希尔，是一名代表爱尔兰参赛的男子游泳运动员，主攻自由泳和仰泳，曾就读于宾夕法尼亚州立大学。他曾是美国国家游泳队的一员，参加过2012年美国奥运游泳选拔赛，但未能入选奥运阵容。后来，他离开美国国家队，转为代表爱尔兰参赛，由于他的父亲出生于爱尔兰，他成功获得爱尔兰公民权。